# オールドフィールド・トーマス

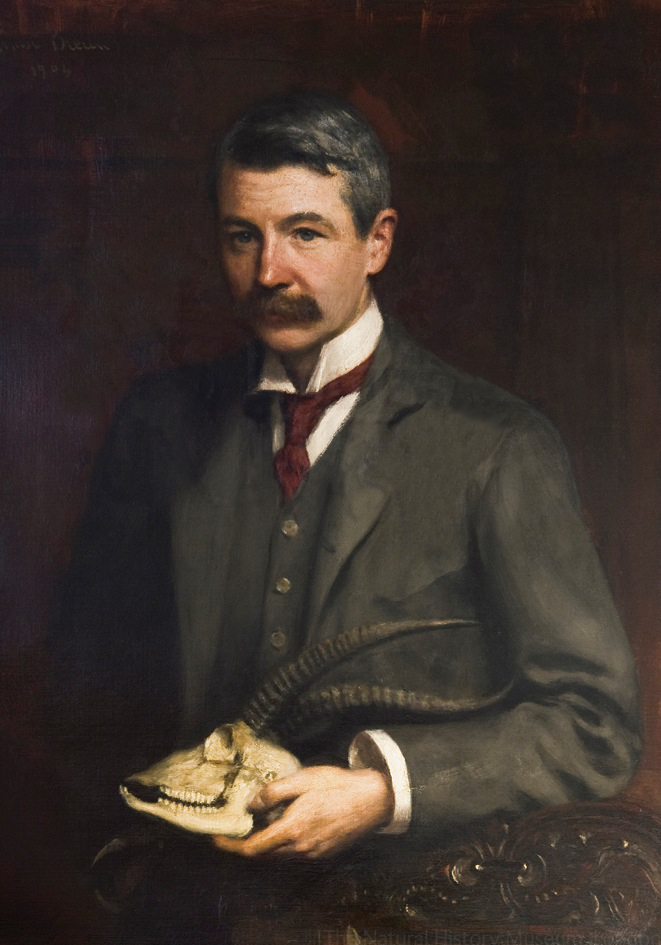
オールドフィールド・トーマス

オールドフィールド・トーマス（Oldfield Thomas、1858年2月21日-1929年6月16日）は、イギリスの動物学者である。
ロンドン自然史博物館の哺乳類部門に勤め、2000以上の新種及び新亜種を初めて記録した。トーマスは1876年に博物館の事務局に異動になったが、1878年に動物学部門に戻った。1891年、トーマスはアンドリュー・クラーク卿の娘Mary Kaneと結婚した。彼女は財産を相続し、これによりトーマスは哺乳類の収集家(マルコム・プレイフェア・アンダーソンMalcolm Playfair Andersonもそのひとり)を雇い、そのコレクションを博物館に置くことができた。トーマスは自身でもヨーロッパ西部やアメリカ南部でフィールドワークを行った。トーマスの妻は、自然史についての彼の興味を共有し、収集旅行にも同行した。1896年、ウィリアム・ヘンリー・フラワーが部門の長であった時、彼はリチャード・ライデッカーを雇い、展示場の再構成をさせ、トーマスの新しい標本を展示した。
1901年王立協会フェロー選出。1923年に博物館を退職したが、その後も研究を続けた。トーマスは、妻が死んだ翌年の1929年に71歳で自殺した。